# Mercedes-Benz R171
Mercedes-Benz R171 — лёгкий спортивный родстер SLK-класса второго поколения германской компании «Мерседес-Бенц», представленный в 2004 году на 74-м Международном автосалоне в Женеве.
Новый представитель SLK-класса по сравнению со своим предшественником стал длиннее (+72 мм), шире (+65 мм) и вместительнее, особенно заметно вырос объём багажного отделения. Колёсная база автомобиля увеличилась на 30 мм, а доля использования высокопрочной стали возросла на 40 %. Модель получила ряд современных решений: 7-ступенчатую автоматическую коробку передач 7G-Tronic, адаптивные двухступенчатые подушки безопасности, подушки безопасности для головы и грудной клетки. Модернизации подвергся и механизм складной крыши, которая теперь убирается за 22 секунды вместо прежних 25. Дополнительные функции включают в себя дистанционное управление крышей, а также инновационную систему обогрева области шеи — Airscarf.
В 2008 году суммарные продажи автомобилей SLK-класса достигли 500 000 единиц, в том числе 190 000 экземпляров второго поколения. Модель попала в список «10 лучших автомобилей» по версии журнала Car and Driver, а также завоевала награду «Канадский автомобиль года» в категории «лучший новый кабриолет» (SLK 350).
Производство автомобиля R171 было завершено в 2010 году, на смену ему пришла модель Mercedes-Benz R172.

## История

### Дебют (2004)
SLK 200 Kompressor на момент премьеры
В марте 2004 года компанией Mercedes-Benz был представлен автомобиль SLK-класса второго поколения, отличавшийся кардинальной сменой экстерьера (стал похож на Mercedes-Benz McLaren SLR) и обновлённой системой складывания крыши, которая, кроме ускорения работы (22 секунды против 25), стала занимать меньше места в багажном отделении. Mercedes-Benz R171 обладал рядом изменений по сравнению со своим предшественником: удлинённая колёсная база, увеличенные длина (+72 мм) и ширина (+65 мм), на 40% более широкое применение высокопрочной стали, новая семиступенчатая автоматическая коробка передач, адаптивные двухступенчатые подушки безопасности, боковые подушки безопасности и прочие изменения. Кроме того, на 63 литра увеличилась полезная нагрузка багажного отделения. Одной из самых интересных особенностей новой модели стала система принудительной подачи тёплого воздуха на уровне шеи пассажиров, которая получила название AIRSCARF. Полностью оцинкованный кузов, который показывал 19% улучшение в статическом изгибе и 46% улучшение в прочности на скручивание, также повысил свою аэродинамическую эффективность на 3% со значением Cd равным 0,32.
Первоначальный модельный ряд на момент премьеры включал SLK 200 Kompressor (120 кВт / 163 л.с.), SLK 350 с новым шестицилиндровым двигателем с технологией TWINPULSE, дающим +25 % прироста к производительности (200 кВт / 272 л.с.) и SLK 55 AMG (265 кВт / 360 л.с.). В Европе продажи начались в конце марта 2004 года.

### Рестайлинг (2008)
SLK 200 Kompressor после рестайлинга
В январе 2008 года на автосалоне в Детройте дебютировала рестайлинговая версия второго поколения SLK-класса. До этого предварительные показы состоялись в декабре 2007 года. Фейслифтинг R171 включал новые силовые агрегаты с улучшенными характеристиками мощности (SLK 200 и 350) и лучшей топливной эффективностью. Модель SLK 350 получила новый спортивный двигатель с повышенной производительностью (305 л.с. / 224 кВт). Внешние изменения ограничились модернизацией переднего бампера, перемещением спойлера и новыми боковыми зеркалами. Заднюю часть кузова оснастили специальной секций в стиле диффузора, которая придала виду автомобиля сзади больше спортивности и агрессивности. Кроме того, расширился диапазон легкосплавных колёсных дисков. Интерьер был оптимизирован с тем расчётом, чтобы быть более ориентированным на водителя. Обновлению подвергли панель приборов, в которую интегрировали систему NTG 2.5 с доступной на заказ системой голосового управления LINGUATRONIC. В качестве акустической системы на заказ стала доступна модель Logic 7 фирмы Harman/Kardon.
Особой новинкой стала доступная на заказ отделка салона из кожи цвета «Gullwing красный», навеянная оригинальной моделью Mercedes-Benz 300 SL. Помимо неё у клиента была возможность выбрать из «натуральный бежевый», который дополнял деревянные вставки цветов «бледный корень орехового дерева» и «зёрна чёрного пепла».
В списке опций автомобиля появилось параметрическое рулевое управление, стандартное для модели SLK 55 AMG. Кроме того, высокопроизводительная модель также подверглась косметическим изменениям: её перед украсили поперечными распорками чёрного цвета с боковыми дефлекторами, а также установили затемнённые передние фары.
Стартовая цена на автомобиль в базовой комплектации на декабрь 2007 года составляла € 36 503. С марта 2009 модель SLK280 продавалась в Германии в качестве SLK300.
В 2011 году производство второго поколения SLK-класса было полностью завершено. В то же время на смену ему пришла серия автомобилей Mercedes-Benz R172.

## Описание

### Экстерьер
Дизайн экстерьера автомобиля прорабатывался таким образом, чтобы подчеркнуть его мощь и спортивность. Кроме того, предыдущее поколение часто называли женским автомобилем, поэтому компания постаралась придать новому SLK-классу больше мужественности. В первую очередь это было сделано при помощи больших колёсных арок и динамичной клиновидной формы кузова, достигнутой за счёт длинного капота с широкой, слегка приподнятой центральной линией, которая сужается по направлению к центру передней части автомобиля. Таким образом, новый SLK-класс повторяет стилистическую особенность успешной модели Mercedes-Benz «Серебряная стрела» из Формулы-1. При боковом взгляде на модель отмечаются широкие двери и коротая задняя часть. Спортивный облик дополняют широкий передний бампер с большим нижним воздухозаборником, вертикальные крылья и спойлер. В колёсных арках расположились 16-дюймовые (17-дюймовые для SLK 350) колёса, подчёркивающие мощный и активный характер нового SLK-класса.
В передней части кузова автомобиля расположились большие полированные фары с выступающими вперёд проекционными линзами особой формы, напоминающими (по задумке дизайнеров) высококачественные объективы. Переднюю оптику украшают хромированная отделка.
В задней части автомобиля особо выделяются две большие хромированные выхлопные трубы овальной формы и интегрированные яркие задние фонари со светодиодной технологией.

### Интерьер

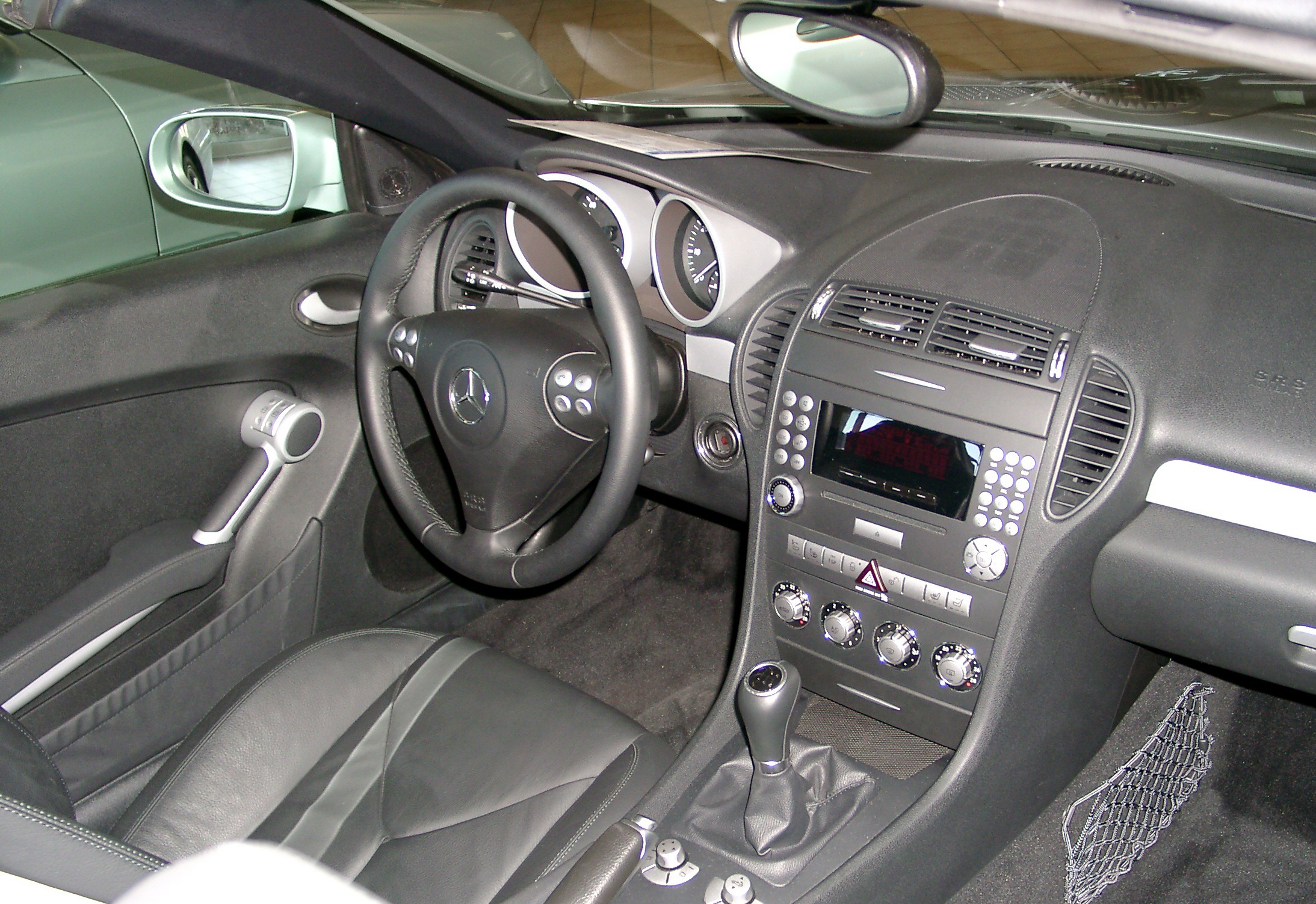
Интерьер дорестайлинговой модели

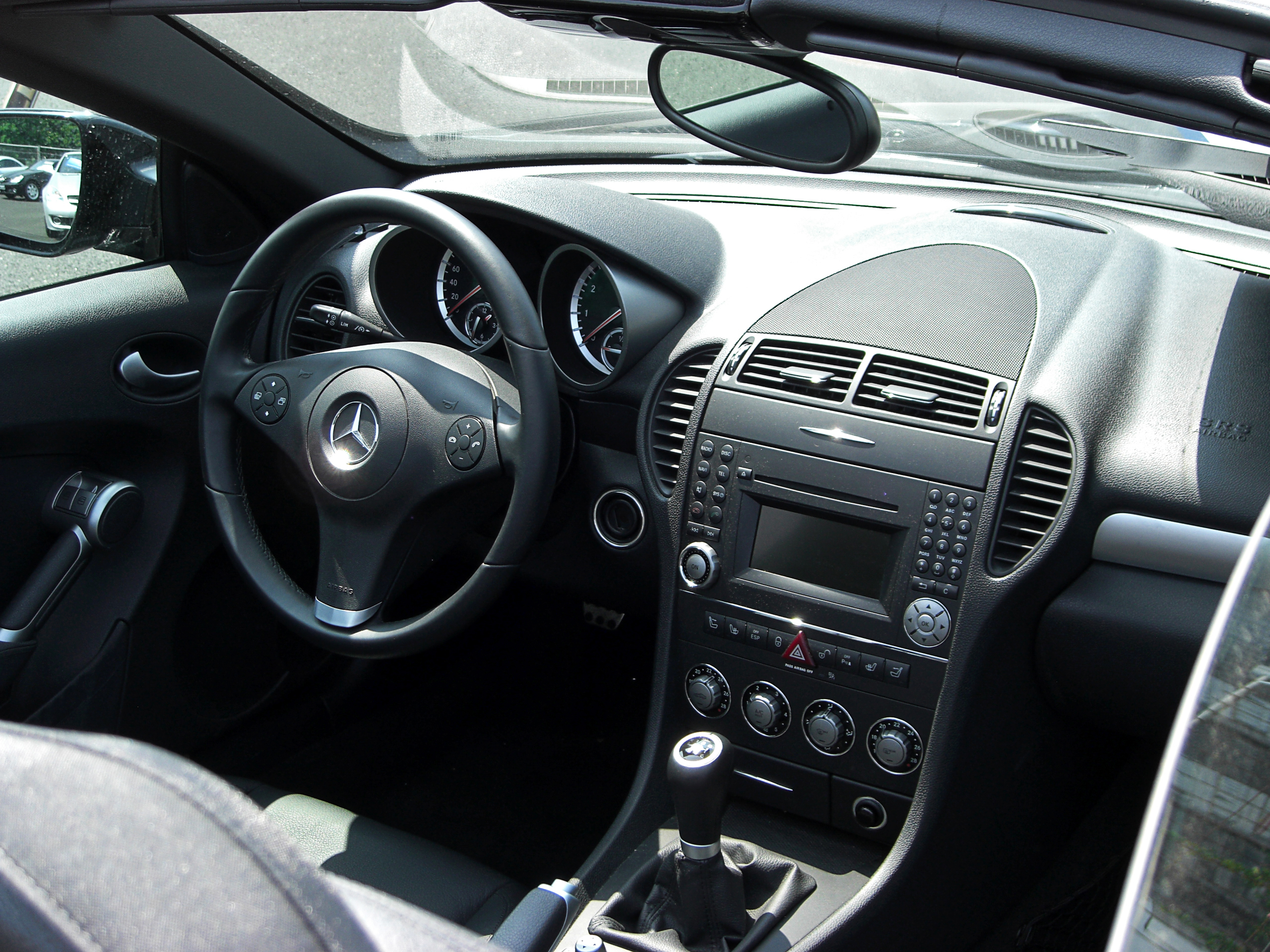
Интерьер после рестайлинга

Увеличение габаритов кузова сыграло свою роль в улучшении уровня комфорта для пассажиров и водителя автомобиля. Ширина на уровне плеч в R171 равняется 1326 миллиметрам, что на 13 миллиметров больше в сравнении с предыдущей моделью SLK-класса. Общая высота кузова достигла 965 миллиметров благодаря дополнительным 16 миллиметрам.
Стилизованные дефлекторы системы отопления и кондиционирования воздуха иллюстрируют концепцию дизайна, которая применяется в интерьере всех представителей SLK-класса. Цветовые контрасты и высококачественные материалы были использованы для создания атмосферы спортивной практичности, которая представляет собой новую интерпретацию философии родстера от компании Mercedes-Benz. Салон и приборная панель автомобиля имеют ряд технических и стилистических особенностей: компактное трёхспицевое рулевое колесо (диаметр 380 мм) с большим фирменным логотипом, серебристые цилиндрические колодца спидометра и иных информационных систем (отсылка к гоночным автомобилям) с белым циферблатом, размещённый между датчиками двухсекционный центральный дисплей, который указывает расстояние и температуру окружающей среды, а также иные решения.
На центральной консоли, плавно переходящей в приборную панель, установлено радио или мультимедиа система COMAND, а также большое число элементов управления. Для горизонтальной панели переключателей используется серебряная отделка, создающая контраст с основной чёрной отделкой центральной консоли. Вращающиеся регуляторы для системы отопления или кондиционирования воздуха, рычаг переключения передач, ручка ручного тормоза, кнопки управления складывающейся крышей и регулировкой наружных зеркал заднего вида также имеют серебристое покрытие.
Приборная панель со стороны пассажира украшена полоской с серебристой отделкой. Ёмкость вещевого отсека составляет 6,3 литра, что на около 30 % больше, чем у предшествующей модели. В результате появилось место для интеграции CD-чейнджера на 6 дисков, доступного на заказ. Система управления крышкой вещевого ящика интегрирована с центральным замком SLK-класса, благодаря чему он автоматически блокируется всякий раз, когда родстер закрывается при помощи электронного ключа зажигания. Благодаря используемым материалам и точности размеров элементов конструкции верхняя часть приборной панели визуально образует единый блок с дверными панелями.
Инженеры компании Mercedes-Benz разработали сложную систему освещения для интерьера, которая входит в базовую комплектацию моделей SLK 350 и SLK 55 AMG. Ряд ламп и светодиодов продолжает гореть, пока автомобиль находится в движении, создавая приятный блеск и облегчая поиск вещей в темноте. Пакет включает в себя:
- рассеянный свет, направленный вниз;
- подсветку пространства для ног;
- подсветка дверей и порогов при открытии дверей;
- дополнительные лампы для чтения, встроенные в зеркало заднего вида;
- подсветка рамы ветрового стекла;
- подсветка отсеком, расположенных под центральным подлокотником и вдоль задней стенки салона.

В качестве звуковой системы покупателям доступны три вариант: Audio 20 CD, Audio 50 CD и COMAND APS с большим цветным (TFT) дисплеем. В целом автомобиль оснащён в общей сложности девятью динамиками: три в каждой двери, один в верхней части приборной панели, а также два в задней части салона. На заказ может быть установлена более эффективная звуковая система мощностью в 380 Вт.

### Двигатели
|                                     | SLK 200 Kompressor                        | SLK 200 Kompressor                        | SLK 280                                   | SLK 280                                   | SLK 300                                   | SLK 350                                   | SLK 350 Sportmotor                        | SLK 55 AMG                         | SLK 55 AMG Black Series            |
| ----------------------------------- | ----------------------------------------- | ----------------------------------------- | ----------------------------------------- | ----------------------------------------- | ----------------------------------------- | ----------------------------------------- | ----------------------------------------- | ---------------------------------- | ---------------------------------- |
| Топливо                             | бензин                                    | бензин                                    | бензин                                    | бензин                                    | бензин                                    | бензин                                    | бензин                                    | бензин                             | бензин                             |
| Тип двигателя                       | R4 Kompressor                             | R4 Kompressor                             | V6                                        | V6                                        | V6                                        | V6                                        | V6                                        | V8                                 | V8                                 |
| Двигатель                           | M271 E 18 ML                              | M271 E 18 ML                              | M272 E 30                                 | M272 E 30                                 | M272 E 30                                 | M272 E 35                                 | M272 E 35                                 | M113 E 55                          | M113 E 55                          |
| Рабочий объём                       | 1796 см3                                  | 1796 см3                                  | 2996 см3                                  | 2996 см3                                  | 2996 см3                                  | 3498 см3                                  | 3498 см3                                  | 5439 см3                           | 5439 см3                           |
| Мощность                            | 120 кВт (163 л.с.) при 5500 об/мин        | 135 кВт (184 л.с.) при 5500 об/мин        | 170 кВт (231 л.с.) при 6000 об/мин        | 170 кВт (231 л.с.) при 6100 об/мин        | 170 кВт (231 л.с.) при 6100 об/мин        | 200 кВт (272 л.с.) при 6000 об/мин        | 224 кВт (305 л.с.) при 6500 об/мин        | 265 кВт (360 л.с.) при 5750 об/мин | 294 кВт (400 л.с.) при 5750 об/мин |
| Крутящий момент                     | 240 Н·м при 3000–4000 об/мин              | 250 Н·м при 2800–5000 об/мин              | 300 Н·м при 3500 об/мин                   | 300 Н·м при 2500–5000 об/мин              | 300 Н·м при 2500–5000 об/мин              | 350 Н·м при 2400–5000 об/мин              | 360 Н·м при 4900 об/мин                   | 510 Н·м при 4000 об/мин            | 520 Н·м при 3750 об/мин            |
| Степень сжатия                      | 9,5:1                                     | 8,5:1                                     | 11,1:1                                    | 11,3:1                                    | 11,3:1                                    | 10,7:1                                    | 11,7:1                                    | 11,0:1                             | 11,3:1                             |
| Трансмиссия [ на заказ ]            | 6-ступенчатая механическая, [ 5G-Tronic ] | 6-ступенчатая механическая, [ 5G-Tronic ] | 6-ступенчатая механическая, [ 7G-Tronic ] | 6-ступенчатая механическая, [ 7G-Tronic ] | 6-ступенчатая механическая, [ 7G-Tronic ] | 6-ступенчатая механическая, [ 7G-Tronic ] | 6-ступенчатая механическая, [ 7G-Tronic ] | 7G-Tronic                          | 7G-Tronic                          |
| Максимальная скорость, км/ч         | 230 (226)                                 | 236 (232)                                 | 250 (250)                                 | 250 (250)                                 | 250 (250)                                 | 250 (250)                                 | 250 (250)                                 | – (250)                            | – (280)                            |
| Скорость разгона, 0–100 км/ч        | 7,9 с (8,3 с)                             | 7,6 с (7,9 с)                             | 6,3 с (6,2 с)                             | 6,3 с (6,2 с)                             | 6,3 с (6,2 с)                             | 5,6 с (5,5 с)                             | 5,4 с (5,4 с)                             | – (4,9 с)                          | – (4,5 с)                          |
| Средний расход топлива на 100 км, л | 8,7 (8,8)                                 | 7,8 (8,1)                                 | 9,7 (9,3)                                 | 9,5 (8,9)                                 | 9,5 (8,9)                                 | 10,6 (10,1)                               | 9,7 (9,0)                                 | – (12,0)                           | – (12,2)                           |
| Годы производства                   | 03/2004–03/2008                           | 04/2008–02/2011                           | 04/2005–04/2008                           | 04/2008–02/2009                           | 03/2009–02/2011                           | 06/2004–03/2008                           | 04/2008–02/2011                           | 09/2004–05/2010                    | 07/2006–03/2008                    |

 * Расшифровка обозначений двигателей: M = бензиновый двигатель; OM = дизельный двигатель; E = впрыск во впускной коллектор; KE = впрыск во впускной коллектор, компрессорный наддув;  DE = прямой впрыск; ML = компрессор; L = охлаждение наддувочного воздуха; A = турбокомпрессор; red. = пониженные характеристики (мощность, рабочий объём); LS = повышенная производительность.

### Ходовая часть

#### Подвеска
При работе над вторым поколением SLK-класса инженеры компании переработали все основные моменты ходовой части автомобиля, в том числе оси, рулевое управление и тормозную систему. R171 получил классическую для марки Mercedes-Benz переднемоторную заднеприводную компоновку. И спереди и сзади устанавливается независимая многорычажная подвеска. Стойки передней оси выполнены из алюминия, в то время как поперечные элементы изготовлены из кованой стали. Амортизационные стойки включают цилиндрические пружины, двухтрубные газонаполненные амортизаторы и компактные подшипники головки. Изменения, внесённые в кинематику и эластокинематику, достигнутые в первую очередь благодаря применению оптимизированных подшипников, улучшили вибрационные характеристики автомобиля. Многорычажная независимая подвеска также была адаптирована к увеличенной ширине колеи спортивного автомобиля, в то время как стабилизатор поперечной устойчивости вошёл в стандартную комплектацию всех моделей. Кроме того, Mercedes-Benz R171 серийно оснащается электронной программой стабилизации (ESP).

#### Трансмиссия
На автомобили серии R171 устанавливались два варианта трансмиссией: 6-ступенчатая механическая коробка передач (SLK 200 KOMPRESSOR и SLK 350) и 7-ступенчатая автоматическая 7G-Tronic (в стандартной комплектации для моделей с двигателями V6).

#### Тормозная система
Модельный ряд 171 серии SLK-класса оснащается вентилируемыми дисковыми тормозами размером от 288 до 340 мм в диаметре в зависимости от конкретной модели. SLK 350 оснащён облегчённой тормозной системой с перфорированными передними тормозными дисками. Высокопроизводительная модель SLK 55 AMG оснащается 6-поршневыми фиксированными суппортами с вентилируемыми и перфорированными композитными тормозными дисками размером 340 х 32 мм спереди и 4-поршневыми фиксированными суппортами с вентилируемыми и перфорированными тормозными дисками размером 330 х 26 мм сзади.
В контексте технологических решений на автомобиль устанавливается активная система помощи при торможении Brake Assist.

#### Колёса и шины
Модель SLK 200 KOMPRESSOR в стандартной комплектации оснащается 205/55 R 16 широкопрофильными шинами и 16-дюймовыми (7J x 16 ET34) легкосплавными дисками спортивного дизайна с семью спицами. SLK 350 поставляется с 17-дюймовыми (7.5J x 17 ET36 передние, 8.5J x 17 ET30 задние) колёсами, выполненными в 5-спицевом дизайне, и оснащённые более широкими шинами сзади (245/40 R 17) и спереди (225/45 R 17). Топовая версия SLK 55 AMG укомплектована высокопроизводительными шинами 225/40 R 18 спереди и 245/35 R 18 сзади, которые сидят на фирменных легкосплавных дисках (7.5J x 18 ET37 передние, 8.5J x 18 ET30 задние), окрашенных в серебристый цвет.
На заказ доступны легкосплавные диски иных размеров и различных дизайнерских решений.

## AMG модификации

### SLK 55 AMG

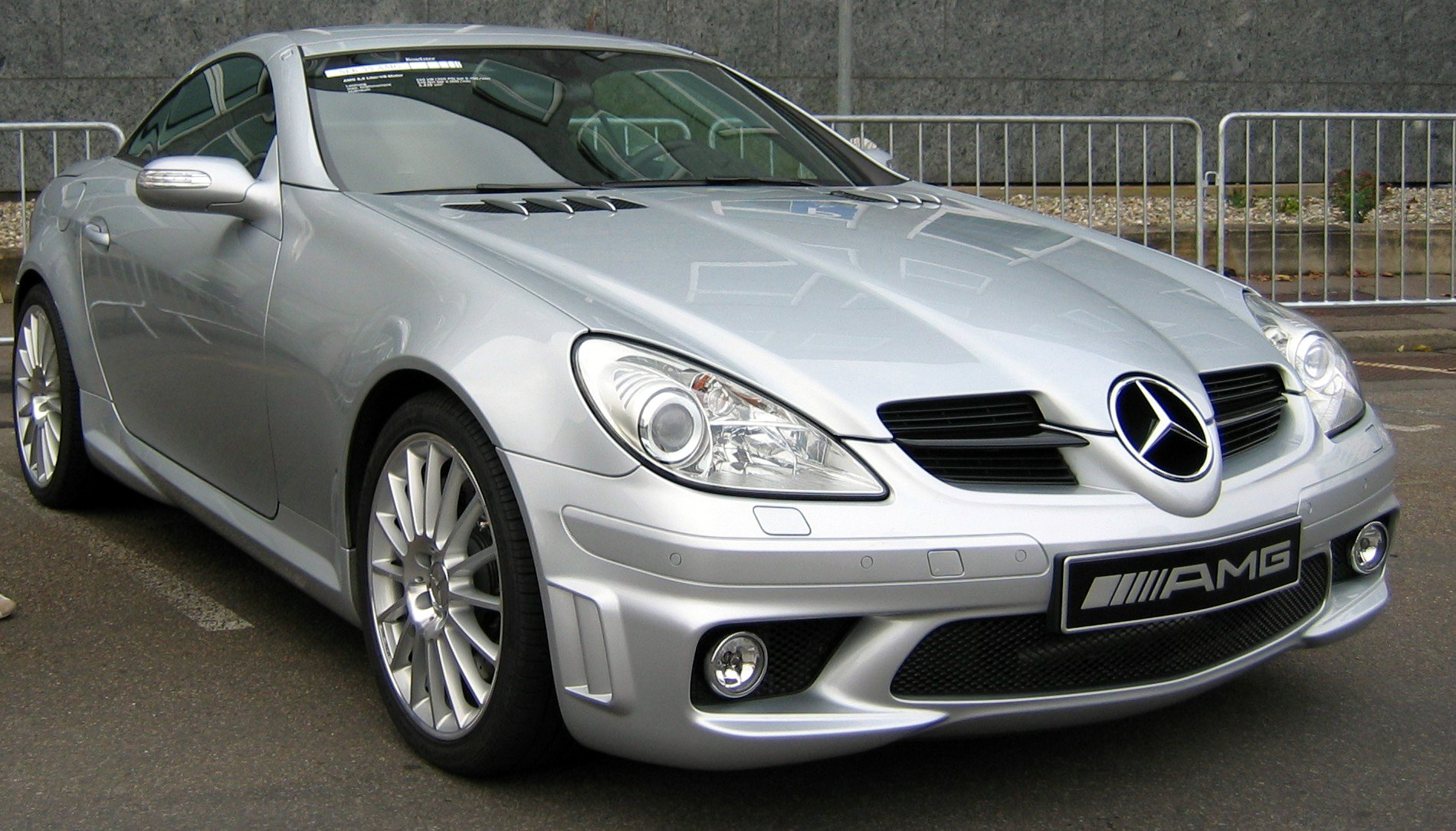
Mercedes-Benz SLK55 AMG

Высокопроизводительная модификация от подразделения Mercedes-AMG SLK 55 AMG была представлена в 2004 году. Автомобиль оснастили бензиновым V8 двигателем M113 мощностью в 360 лошадиных сил (260 кВт). Заявленная скорость разгона родстера от 0 до 100 км/ч составляла 4,9 секунды, хотя некоторые источники (американский автомобильный журнал Car and Driver) утверждают, что им удалось достигнуть скоростной отметки в 100 км/ч всего за 4,3 секунды. Для того, чтобы справиться с такой мощностью модель оснастили высокопроизводительной тормозной системой (в 2008 году была обновлена и стала заказной в зависимости от пожеланий клиентов), дополнительным масляным радиатором двигателя, заниженной и усиленной подвеской (модернизации подверглись пружины, амортизаторы и стабилизаторы поперечной устойчивости) и 7-ступенчатой автоматической коробкой передач 7G-Tronic AMG Speedshift (в 2008 году вместе с рестайлингом было представлено обновления для блока управления трансмиссией, повысившее эффективность АКПП на 10 %).
Дизайнерские решения модели включают фирменный AMG обвес с отличительными «жабрами» в переднем бампере, 18-дюймовые легкосплавные колёсные диски с 225/40 передними и 245/35 задними шинами, обрамлённые хромом противотуманные фонари, четыре выхлопные трубы овальной формы и тонированные задние фонари. В отделке интерьера автомобиля преобладает кожа наппа.

### SLK 55 AMGBlack Series(2006—2008)
Летом 2006 года компанией Mercedes-Benz была представлена особая, так называемая «чёрная серия» (англ. Black Series) SLK 55 AMG. Автомобиль оснастили модернизированным 5,5-литровым двигателем мощностью в 400 лошиданых сил (290 кВт) с максимальным крутящим моментом равным 520 Н·м. В паре с автоматической коробкой переключения передач 7G-Tronic AMG SPEEDSHIFT с возможностью ручного управления при помощи алюминиевых подрулевых переключателей на рулевом колесе и благодаря облегчению снаряженной массы автомобиля до 1495 кг (-45 кг) и перепрограммированию блока управления двигателем специальная серия SLK 55 AMG способна достигать скорости 100 км/ч всего за 4,5 секунды (на 0,4 секунды меньше, чем обычная модификация), а 124 миль/ч — всего за 15,5 с.
Среди внешних изменений выделяются преобразившийся передний бампер с большими воздухозаборниками, новые отверстия для выпуска воздуха, 19-дюймовые легкосплавные диски с 235 / 35ZR19 передними и 265 / 30ZR19 задними шинами, углепластиковые крылья и особый спойлер на багажнике. В интерьере автомобиля обновили панели дверей и детали отделки, выполнив их из углеродного волокна. Кроме того, стандартные сиденья заменили на спортивные ковшеобразные без боковых подушек безопасности, отделанные велюром цвета чёрный жемчуг.
Автомобиль поступил в продажу в Германии начиная с июля 2006 года с рекомендованной розничной ценой в €107 300 (включая 16 % НДС).

## Специальные издания

### Edition 10 (2007)

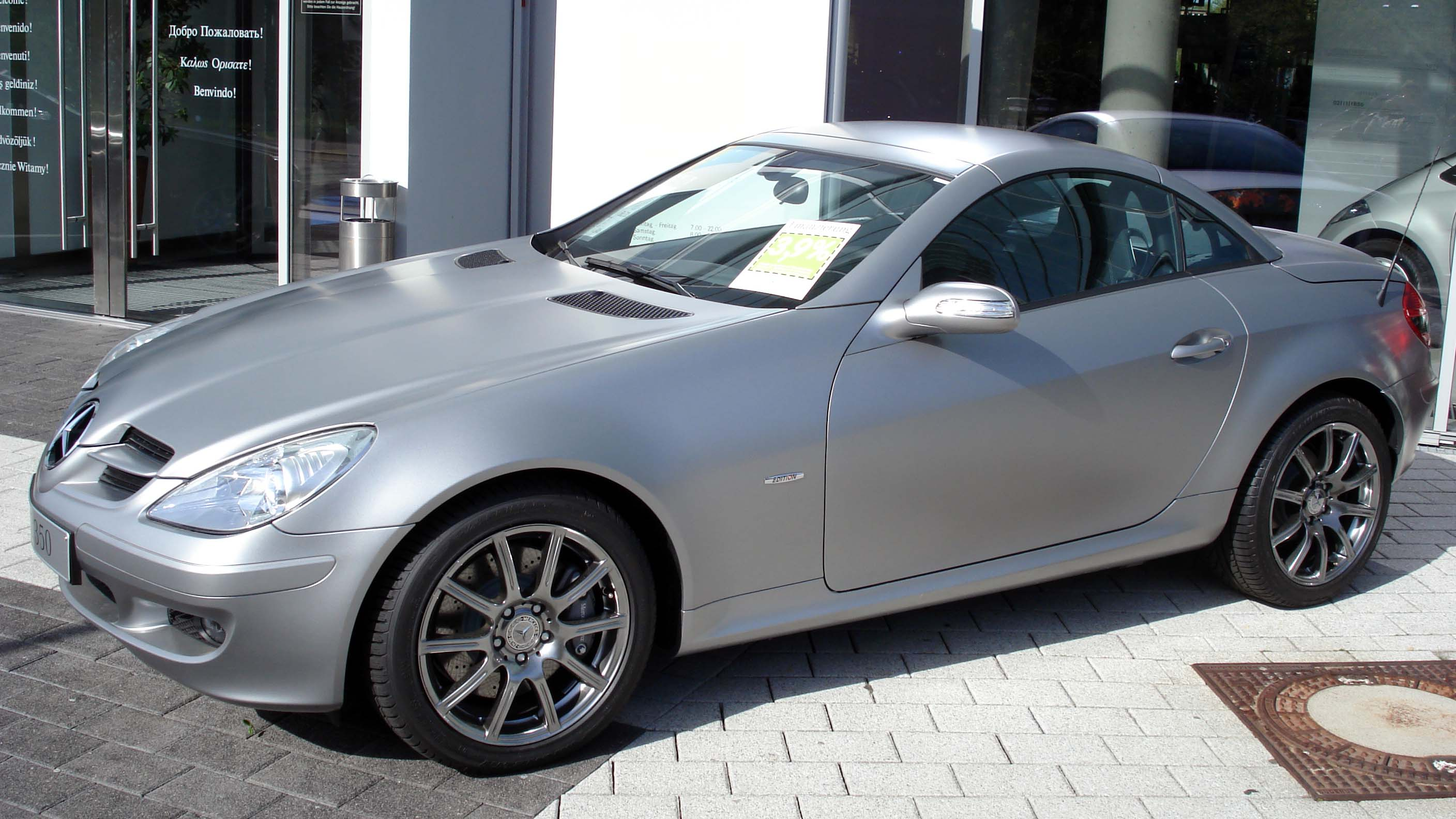
SLK350 Edition 10

В 2007 году в честь десятилетия SLK-класса компания Mercedes-Benz выпустила ограниченную серию Edition 10. Концепция автомобиля первоначально была представлена в 2006 году на Парижском автосалоне и была основана на модели SLK 280. Специальное издание оснастили семиступенчатой автоматической трансмиссией 7G-Tronic, кузов окрасили в матово-серый металлик, колёсные арки украсили полированными легкосплавными дисками тёмно-серого цвета в дизайне из десяти спиц с 225/45 R17 передними и 245/40 R17 задними шинами. В интерьере автомобиля выделяются чёрные кожаные сиденья.
Технологическая составляющая особой серии включает фирменную систему обогрева головы и шеи AIRSCARF, автоматический климат-контроль THERMOTRONIC, датчики парковки и мультимедиа систему COMMAND с общеевропейской навигацией.

### 2LOOK Edition (2009)

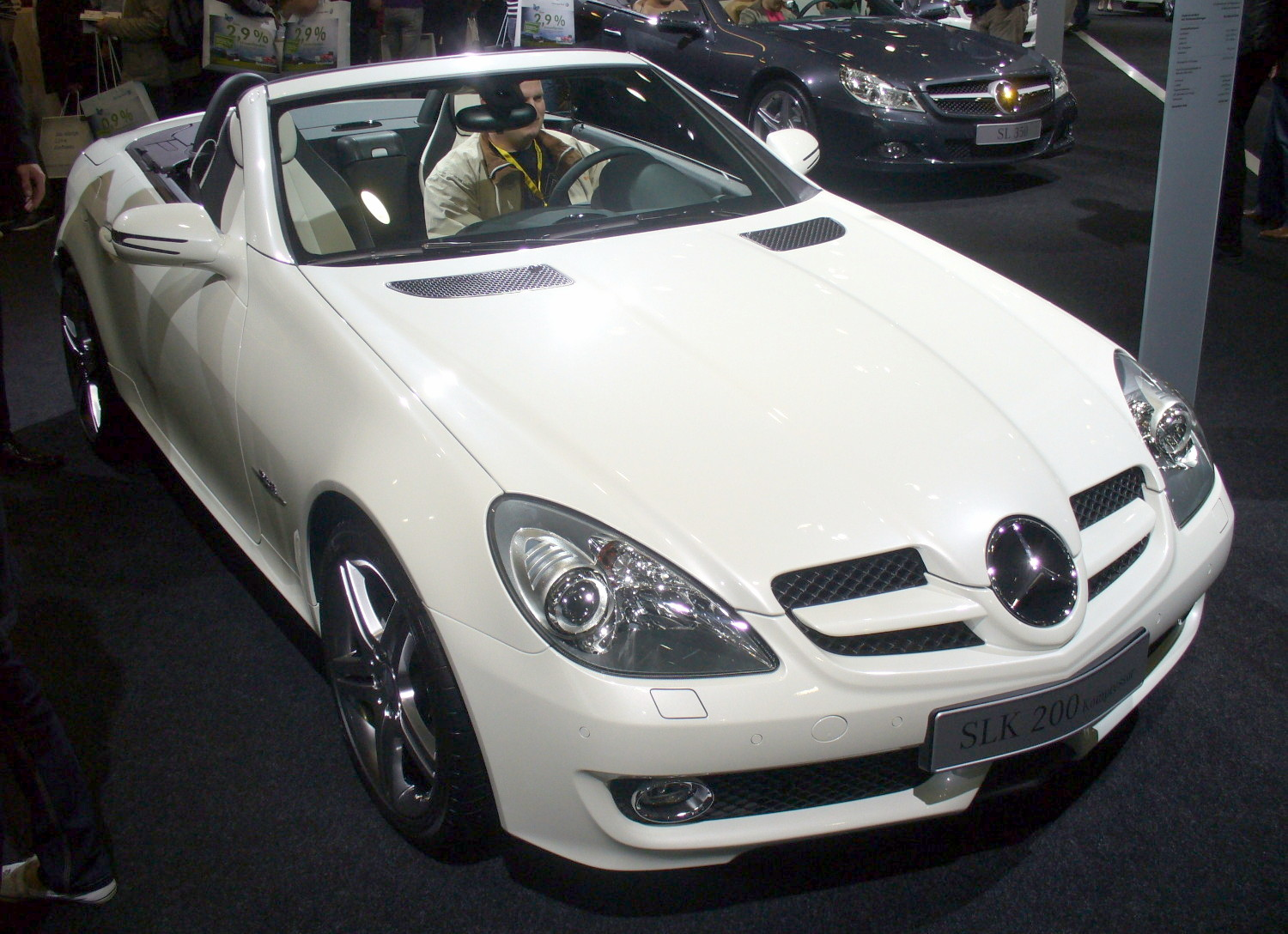
R171 2LOOK-Edition

2LOOK Edition — это рестайлинговый пакет для SLK 200 KOMPRESSOR, SLK 300 и SLK 350, включающий белый или чёрный цвета окраски кузова. Кроме того, на заказ доступны ограниченным тиражом в 300 экземпляров по всему миру обсидиановый чёрный металлик или цвет designo мистический белый, 18-дюймовые колёсные диски с дизайном их 5 двойных спиц, окрашенные в цвета титановое серебро или чёрный сумрак хрома размерностью 225/40R18 спереди и 245/35R18 сзади. Интерьер выполнен в чёрно-белых тонах.
Автомобиль был представлен в 2009 году на женевском автосалоне.